# Železniško postajališče Ostrožno
Železniško postajališče Ostrožno je eno izmed železniških postajališč v Sloveniji, ki oskrbuje bližnji naselji Ostrožno pri Ponikvi in Bobovo pri Ponikvi.